# Bilba jezik
Bilba jezik (ISO 639-3: bpz; belubaa, bilbaa, eastern rote, rote, rote timur, roti, rotinese), austronezijski jezik s otoka Rote (Roti) i na otocima Semau i Timor kod Kupanga, Indonezija, kojim govori oko 7 000 ljudi (2002 UKAW).
Klasificira se ekstra-ramelajskoj podskupini timorskih jezika. Ima tri dijalekta bilba, diu i lelenuk. Pripadnici etničke grupe Rotineza (Rotijci) govore i Indonezijski [ind]

## Vanjske poveznice
- Ethnologue (14th)
- Ethnologue (15th)